# Bryostigma
Bryostigma is een geslacht van schimmels behorend tot de familie Arthoniaceae. De typesoort is Bryostigma leucodontis.

## Soorten
Volgens Index Fungorum bevat het geslacht 15 soorten (peildatum december 2023):
| Soortnaam                             | Auteur(s)                                                        | Publicatiejaar |
| ------------------------------------- | ---------------------------------------------------------------- | -------------- |
| Bryostigma apotheciorum               | (A. Massal.) S.Y. Kondr. & Hur                                   | 2020           |
| Bryostigma biatoricola                | (Ihlen & Owe-Larss.) S.Y. Kondr. & Hur                           | 2020           |
| Bryostigma dokdoense                  | (S.Y. Kondr., Lőkös, B.G. Lee, J.J. Woo & Hur) S.Y. Kondr. & Hur | 2020           |
| Bryostigma epiphyscium                | (Nyl.) S.Y. Kondr. & Hur                                         | 2020           |
| Bryostigma huriellae                  | S.Y. Kondr. & Hur                                                | 2020           |
| Bryostigma lapalmae                   | van den Boom & Ertz                                              | 2021           |
| Bryostigma lapidicola (Kiezelvlekje)  | (Taylor) S.Y. Kondr. & Hur                                       | 2020           |
| Bryostigma lobariellae                | (Etayo) S.Y. Kondr. & Hur                                        | 2020           |
| Bryostigma molendoi                   | (Heufl. ex Arnold) S.Y. Kondr. & Hur                             | 2020           |
| Bryostigma muscigenum (Knotwilgkorst) | (Th. Fr.) Frisch & G. Thor                                       | 2014           |
| Bryostigma neglectulum                | (Nyl.) S.Y. Kondr. & Hur                                         | 2020           |
| Bryostigma parietinarium              | (Hafellner & Fleischhacker) S.Y. Kondr. & Hur                    | 2020           |
| Bryostigma peltigerinum               | (Almq.) S.Y. Kondr. & Hur                                        | 2020           |
| Bryostigma phaeophysciae              | (Grube & Matzer) S.Y. Kondr. & Hur                               | 2020           |
| Bryostigma stereocaulinum             | (Ohlert) S.Y. Kondr. & Hur                                       | 2020           |